# عملية تقاطع الطرق
عملية تقاطع الطرق كانت تجربة لسلاحين نوويين، أجرتها الولايات المتحدة في حلقية بيكيني، في منتصف عام 1946م. كانت أول تجربة لسلاح نووي منذ ترينيتي في يوليو 1945م، وأول تفجير لأجهزة نووية منذ الهجوم النووي على هيروشيما وناجازاكي في 9 أغسطس، 1945م. الغرض من التجارب كان التحقق من فعالية الأسلحة النووية على السفن الحربية.
تُعتبر تجارب تقاطع الطرق أول سلسلة تجارب نووية أُجريت في جزر مارشال، وأول تجارب يُعلن عنها على الملأ مسبقًا ويراقبها جمهور مدعو لذلك، بما في ذلك مجموعة كبيرة من الصحفيين. أدارت فرقة عمل مشتركة بين الجيش والبحرية هذه العمليات، برئاسة نائب الأميرال ويليام بلاندي بدلًا من مشروع مانهاتن، الذي طور أسلحة نووية خلال الحرب العالمية الثانية. حُشِد أسطول من 95 سفينة مستهدفة في بحيرة بيكيني وقُصفت بتفجيرين من أسلحة البلوتونيوم النووية من نوع قنبلة الرجل البدين كالتي أُلقيت على ناغازاكي، بلغ نتاج كل من التفجيرين 23 كيلوطن من مادة التي إن تي (96 تيرا جول).
كان إيبل أول تلك الاختبارات. أُطلق على القنبلة اسم غيلدا تيمنًا بشخصية ريتا هيوارث في فيلم غيلدا عام 1946، وأُلقيت من طائرة ديف دريم (بيغ ستينك سابقًا) والتي كانت من نوع بوينغ بي-29 سوبر فورترس لمجموعة القصف 509 في 1 يوليو 1946. فجرت القنبلة 520 قدمًا (158 مترًا) فوق الأسطول المستهدف وتسببت بأضرار للسفن تقل عمّا كان متوقعًا لأنها أخطأت نقطة هدفها ب 2130 قدمًا (649 مترًا).
كان بيكر ثاني تلك الاختبارات. عُرفت القنبلة باسم هيلين أوف بيكيني وفُجّرت على عمق 90 قدمًا (27 مترًا) تحت الماء يوم 25 يوليو 1946. وتسبب رذاذ البحر الإشعاعي في تلوث واسع النطاق. جرى التخطيط في عام 1947 لاختبار ثالث في أعماق المياه باسم تشارلي ولكنه أُلغي بصورة رئيسية بسبب عجز بحرية الولايات المتحدة عن تطهير سفن الهدف من التلوث بعد اختبار بيكر. في نهاية المطاف، جرى تفكيك تسع سفن مستهدفة فقط بدلًا من اغراقها. أُعيد جدولة اختبار تشارلي ليصبح عملية ويجوام، وهي قذيفة أُلقيت في مياه عميقة في عام 1955 قبالة ساحل المكسيك (باجا كاليفورنيا).
وافق سكان منطقة البيكيني الأصليين على إخلاء الجزيرة، وجرى إجلاؤهم على متن باخرة إل إس تي- 861، وانتقل معظمهم إلى جزيرة رونغيريك المرجانية. في خمسينيات القرن العشرين، تسببت سلسلة من التجارب النووية الحرارية الكبيرة في جعل جزيرة بيكيني غير صالحة لزراعة الكفاف وصيد الأسماك بسبب التلوث الإشعاعي. ما تزال منطقة البيكيني غير مأهولة منذ عام 2017، رغم زيارة الغواصين الرياضيين لها أحيانًا. حاول المخططون حماية المشاركين في عملية تقاطع الطرق من التسمم الإشعاعي، إلا أن إحدى الدراسات أظهرت انخفاض متوسط العمر المتوقع للمشاركين بمعدل ثلاثة أشهر. كان التلوث الإشعاعي الذي تعرضت له جميع السفن المستهدفة في تجربة بيكر أول حالة من التهاطل النووي المباشر والمُركّز من انفجار نووي. وصف عالم الكيمياء غلين سيبورغ، الذي تولى أطول مدة رئاسة لهيئة الطاقة الذرية الأمريكية، تجربة بيكر بأنها «الكارثة النووية الأولى في العالم».

## معلومات أساسية
تقدّم لويس ستراوس، الذي أصبح لاحقًا رئيس هيئة الطاقة الذرية الأمريكية، بأول اقتراح لاختبار الأسلحة النووية ضد السفن الحربية البحرية في السادس عشر من أغسطس 1945. أكّد ستراوس ضمن مذكرة داخلية إلى وزير البحرية جيمس فورستال على أنه «في حال عدم إجراء اختبار مماثل، سيكون هناك ثرثرة حول فعالية الأسطول البالية في مواجهة هذا السلاح الجديد، وهذا سيحول دون تحقيق  الاعتمادات المرصودة لحفظ  القوة البحرية ما بعد الحرب بالحجم المخطط له حاليًا». مع توفر عدد ضئيل من القنابل، اقترح عددًا كبيرًا من الأهداف المتفرقة على نطاق واسع على مساحة كبيرة. قبل ربع قرن من ذلك، في عام 1921، عانت البحرية من كارثة علاقات عامة عندما أغرقت قاذفات الجنرال بيلي ميتشل جميع السفن المُستهدفة التي وفرتها البحرية لاختبارات سفينة المشروع بي ضد القنابل. صُمم اختبار ستراوس لإثبات قدرة السفن على النجاة.
بعد تسعة أيام، قدم السناتور برين مكماهون، وهو من كتب قانون الطاقة الذرية بعد عام من ذلك ونظم لجنة كونغرس الولايات المتحدة المشتركة المعنية بالطاقة الذرية وترأسها، الاقتراح العلني الأول لمثل هذا الاختبار، ولكنه كان مُصمَّمًا لغرض إثبات مدى تعرض السفن للخطر وليس قدرتها على النجاة. اقترح إلقاء قنبلة نووية على السفن اليابانية التي جرى الاستيلاء عليها، واقترح «أن يثبت لنا الانفجار الناجم عن ذلك مدى فعالية القنبلة الذرية عند استخدامها ضد السفن البحرية العملاقة». في 19 سبتمبر، طلب رئيس القوات الجوية لجيش الولايات المتحدة، الجنرال هنري أرنولد، من البحرية تخصيص عشرة من الثمانية والثلاثين سفينة يابانية المقبوض عليها لاستخدامها في الاختبار الذي اقترحه مكماهون.
من ناحية أخرى، واصلت البحرية خطتها الخاصة، والتي صرح بها قائد أسطول الولايات المتحدة الأميرال إرنست كينغ خلال مؤتمر صحفي عُقد يوم 27 أكتوبر. تضمنت الخطة ما بين 80 و100 سفينة مستهدفة معظمها سفن أمريكية فائضة. بينما تناور الجيش والبحرية للسيطرة على الاختبارات، لاحظ مساعد وزير الحرب هوارد سي. بيترسون، أنه «بالنسبة للعامة، يلوح الاختبار في المستقبل الذي تكون فيه البحرية مهددة بالخطر... ففي حال نجت البحرية من [الاختبارات] بصورة أفضل من التي يتخيلها العامة، فسوف تفوز في رأيهم.»
لم يتمكن المرشح العسكري لإدارة الاختبارات، اللواء ليزلي غروفز، رئيس مشروع مانهاتن الذي صنع القنابل من الحصول على الوظيفة. قررت هيئة الأركان المشتركة أن يترأس ضابط من البحرية الاختبارات، لأنّ البحرية ساهمت بالكثير من الرجال والعتاد العسكري. كان العميد البحري ويليام ستيرلينغ بارسونز ضابطًا بحريًا عمِل في مشروع مانهاتن وشارك في قصف هيروشيما. كان آنذاك مساعد نائب رئيس العمليات البحرية للأسلحة الخاصة، نائب الأميرال ويليام بلاندي، الذي أوصى به لذلك المنصب. قُبلت هذه التوصية، وفي 11 يناير 1946، عيّن الرئيس هاري ترومان بلاندي رئيسًا لفرقة العمل المشتركة بين الجيش والبحرية (جاي تي اف-1)، التي أُنشئت لإجراء الاختبارات. وأصبح بارسونز نائبًا لقائد فرقة العمل المعنية بالشؤون التقنية. تولى لواء القوات الجوية لجيش الولايات المتحدة، ويليام كيبنر، مهام نائب قائد فرقة العمل المعنية بشؤون الطيران. أطلق بلاندي على تلك الاختبارات اسم عملية تقاطع الطرق.
تحت وطأة ضغط الجيش، وافق بلاندي على حشد المزيد من السفن إلى المنطقة المستهدفة الفورية أكثر من الذي أرادته البحرية، ولكنه رفض طلب اللواء كيرتس ليماي من القوات الجوية لجيش الولايات المتحدة بأن «تُجهَز كل سفينة بحمل كامل من النفط والذخيرة والوقود». تحجج بلاندي بأن الحرائق والانفجارات الداخلية قد تُغرق السفن التي يستلزم بقاؤها طافية على سطح الماء لتكون متاحة لتقييم الضرر. عندما اقترح بلاندي إنشاء مجلس إدارة من البحرية لتقييم النتائج، اشتكى السناتور مكماهون لترومان من أن البحرية لا ينبغي أن تكون «مسؤولة وحدها عن القيام بعمليات تحدد وجودها بالفعل». اعترف ترومان بأن «التقارير كانت تدور حول أن هذه الاختبارات لن تكون على المستوى الكامل». وألزم لجنة مراجعة مدنية في عملية تقاطع الطرق «بإقناع العامة بموضوعيتها».

## معرض صور

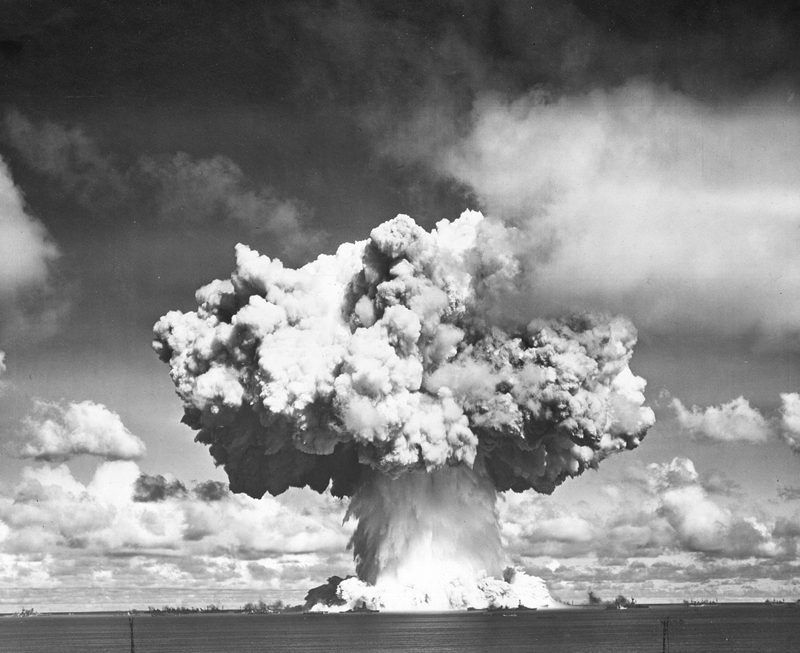
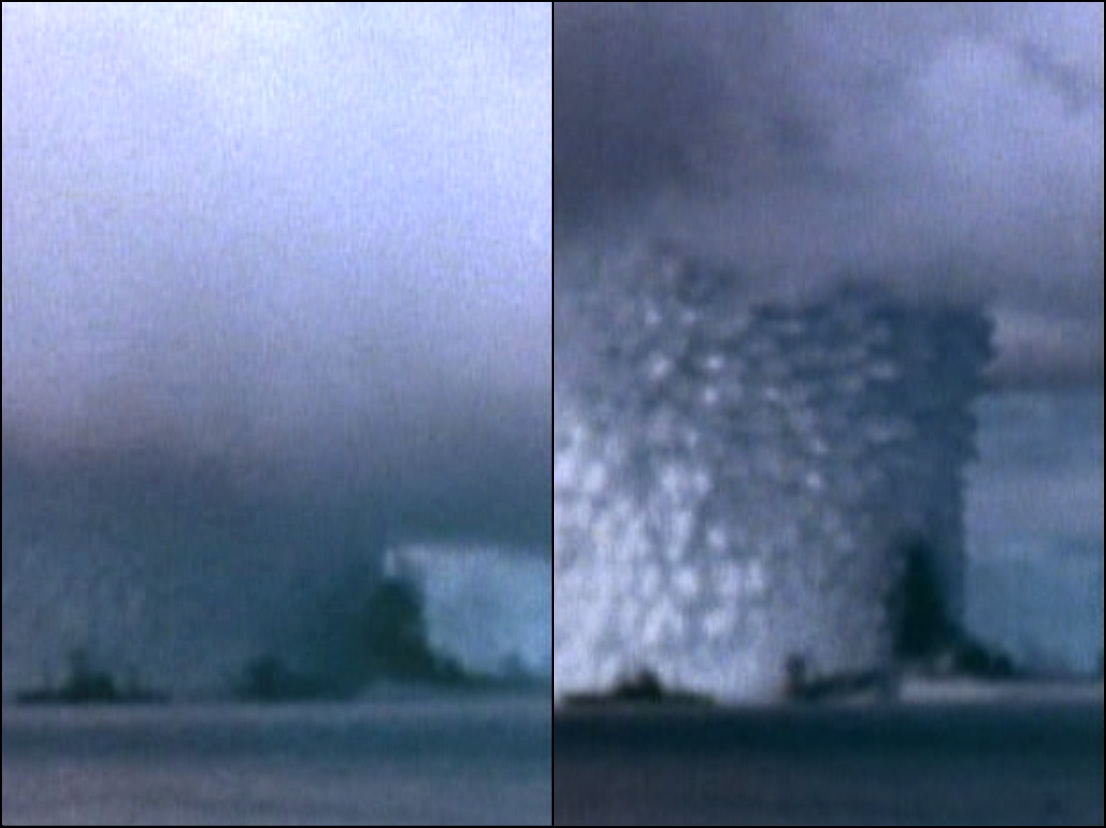